# Baby We’ve Got a Date
Baby We’ve Got a Date (zu deutsch etwa „Schätzchen, wir haben ein Stelldichein“) ist ein Song von Bob Marley und seiner Band The Wailers. Es wurde auf dem Studioalbum Catch a Fire (1973) als fünftes von neun Lieder veröffentlicht. Der abgekürzte Alternativname war Rock It Baby.
Baby We’ve Got a Date wurde von Marley komponiert, welcher den Song auch selber singt. Im Hintergrund singen neben Peter Tosh und Bunny Wailer auch einige Frauenstimmen, wobei es sich hier nicht um die I-Threes, welche später nach dem Austritt Toshs und Wailers hinzukamen, handelt. Wie auch das auf dem Album unmittelbar folgende Stir It Up, in dessen Schatten das Lied stand und noch immer steht, geht es um ein Mädchen und die (auch körperliche) Liebe.

## Statistische Daten
Die Albumversion hat die Tonart A-Dur; Live-Versionen des Songs und deren Tonarten und Dauer sind bisher nicht erschienen. Die Dauer der Albumversion beträgt knapp vier Minuten.

## Liedtextbeschreibung
Der Text handelt von einem ersten Rendezvous mit einem Mädchen, welches abends etwa um viertel vor acht Uhr abgeholt wird; sie soll nicht zu spät sein und wird um etwas Vertrauen gebeten. Sie spazieren zusammen im Mondlicht und sind glücklich über ihre neue Liebe, welche sie teilen.
Insbesondere die immer wieder sich wiederholenden Textstellen „Rock it baby“ und „We got to get together“ spielen auf die traute Zweisamkeit und die körperliche Liebe eines jungen Paars an, wenn auch weniger deutlich als in Stir It Up.

## Musikbeschreibung
Das Lied beginnt mit einem kurzen Solo der Hammondorgel und dem E-Bass, leise begleitet vom Schlagzeug und der Rhythmusgitarre. Mit dem Einsetzen von Marleys Vokalpart kommt auch die Leadgitarre hinzu und spielt den typischen Offbeat, während das Schlagzeug in den klassischen One-Drop-Stil übergeht. Die erste Strophe wird von Tosh und Wailer im Hintergrund begleitet, bei den „Rock it baby“-Stellen kommen die Frauenstimmen hinzu. Eine kurze Bridge in Fis-Moll mündet in die Wiederholung der ersten Strophe. Ein Gitarrensolo führt nochmals durch die Bridge, bis wieder die „Rock it baby“-Stellen den Song bis ans Ende begleiten.
Die Leadgitarre erinnert durch ihre schrummenden Hintergrundriffs an typisch hawaiische Klänge und gibt somit dem ganzen Lied eine hawaiische Note. Da Baby We’ve Got a Date in der Tonart A-Dur geschrieben wurde, gleich wie Stir It Up, kann das Lied auch als Vorspiel von Stir It Up, welches zu einem der bekanntesten Songs von Marley avancierte, gesehen werden. Zusammen mit Stir It Up bildet Baby We’ve Got a Date den weichen Teil des ansonsten von militanten und sozialkritischen Liedern durchzogene Album Catch a Fire.

## Andere Versionen
Die nur in Jamaika veröffentlichten Version des Albums Catch a Fire, welches die Überspielungen in den Londoner Island-Studios nicht beinhaltet, enthält das Lied unter dem Namen Rock It Baby und ohne die Leadgitarre.
Es existiert zudem eine Version, welche zusätzlichen Text an jener Stelle enthält, wo während der zweiten Bridge die Leadgitarre solo spielt. Der ebenfalls von Marley gesungene Zusatztext meint, dass das Paar Spaß haben wird bis zum Sonnenaufgang; das Mädchen soll seine Hand halten, dann werde es die Liebe spüren und verstehen.